# Čechy (district de Přerov)
Pour les articles homonymes, voir Čechy.
Čechy (en allemand : Tschech) est une commune du district de Přerov, dans la région d'Olomouc, en République tchèque. Sa population s'élevait à 329 habitants en 2020.

## Géographie
Čechy se trouve à 7 km à l'est-sud-est du centre de Přerov, à 28 km au sud-est d'Olomouc et à 235 km à l'est-sud-est de Prague.
La commune est limitée par Podolí et Hradčany au nord, par Domaželice à l'est, par Líšná au sud, et par Beňov et Želatovice à l'ouest.

## Histoire
La première mention écrite de la localité date de 1358.